# Republik Heinzenland
Die Republik Heinzenland wurde am 5. Dezember 1918 in Mattersburg auf Initiative des Sozialdemokraten Hans Suchard beschlossen und am Folgetag in Ödenburg ausgerufen. Diese Proklamation war ein Vorkommnis im Zuge der Streitigkeiten nach Ende des Ersten Weltkriegs, ob das Burgenland künftig Deutschösterreich oder Ungarn angehören sollte. Der Name bezieht sich auf die Bezeichnung Heanzenland für den deutschsprachigen Teil Westungarns, das spätere Burgenland. Aufgrund der Dauer des Bestehens der Republik Heinzenland ging sie auch als „Zweitagerepublik“ in die Geschichte ein.

## Vorgeschichte
Nach dem Ende des Ersten Weltkrieges und dem Ende der österreichisch-ungarischen Doppelmonarchie forderte die Provisorische Nationalversammlung für Deutschösterreich am 22. November 1918 für „die geschlossenen deutschen Siedlungsgebiete der Komitate Pressburg, Wieselburg, Ödenburg und Eisenburg“, dass „diesen deutschen Siedlungen das gleiche Selbstbestimmungsrecht zuerkannt werde […] das allen anderen Völkern Ungarns eingeräumt ist.“
Der Landstrich mit einer deutschsprachigen Bevölkerungsmehrheit im Westen Ungarns, dem das heutige Burgenland weitgehend entspricht, wurde sowohl von den Österreichern als auch von den Ungarn beansprucht. Von lokaler bis internationaler Ebene gab es Befürworter sowohl einer Angehörigkeit zu Ungarn als auch zu Österreich.

## Ausrufung und Ende der Republik Heinzenland
Offenbar ohne genügende Kenntnisse über die Vorgänge und wahren Machtverhältnisse diesen Landstrich betreffend rief der Sozialdemokrat Hans Suchard mit Hilfe der regionalen Arbeiterschaft in Mattersburg die „Republik Heinzenland“ aus. Aber bereits einen Tag danach machten das ungarische Militär und die Ödenburger Bürgerwehr dieser Republik ein Ende. Suchard wurde festgenommen und zum Tode verurteilt. Das Urteil wurde allerdings nie vollstreckt.